# Quaderputz

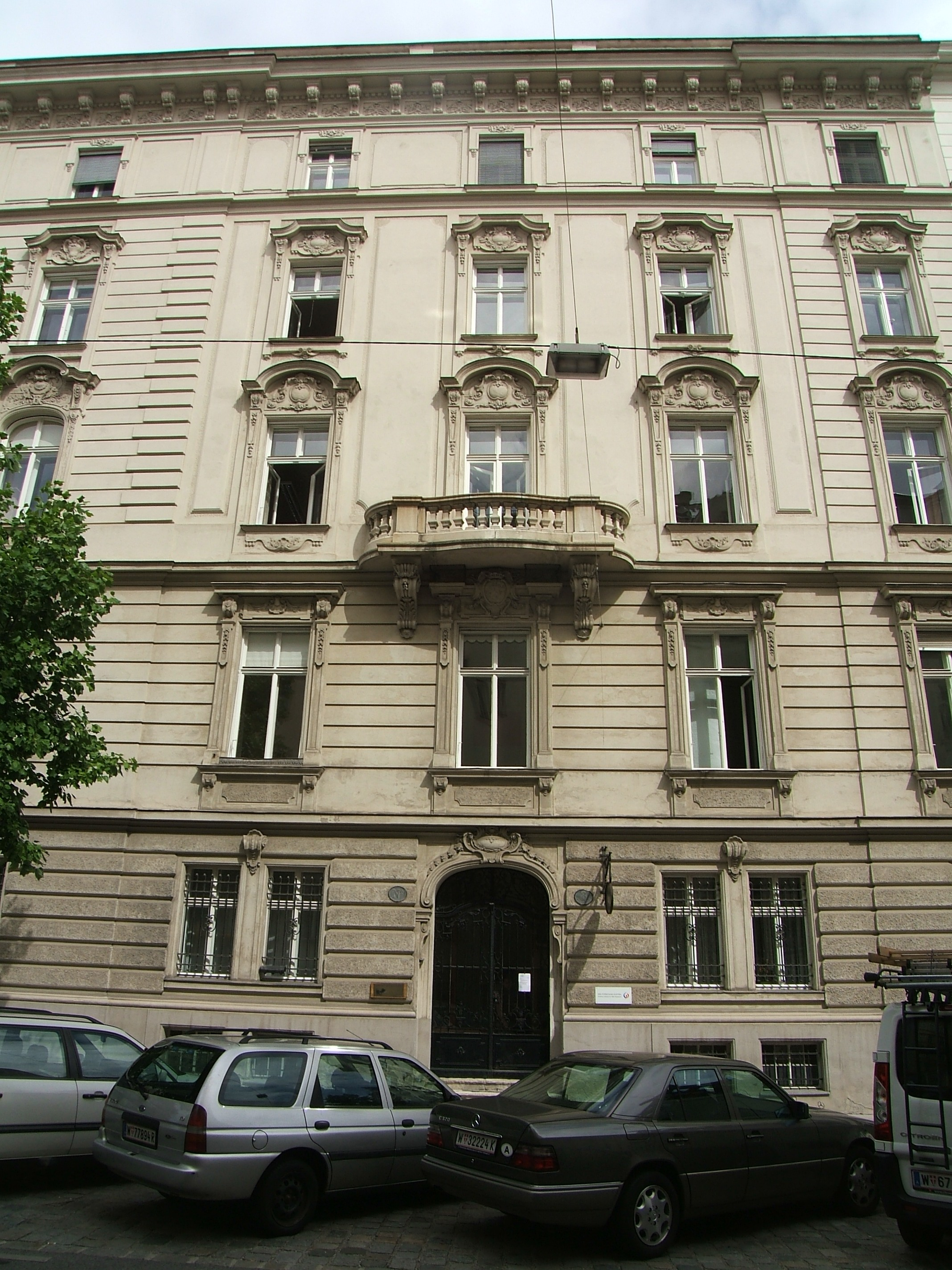
Verschiedene Putzquaderungen, 1899 (Palais Hoyos-Sprinzenstein, Hoyosgasse 5–7, Wien)

Quaderputz (Putzquaderung, Quaderung, gefugter Putz, Bossageputz, Quadrierung) bezeichnet im Bauwesen den Putzüberzug einer Mauer oder Wand in der nachbildenden Struktur von Quadermauerwerk aus Naturstein. Zweck ist die gestalterische Oberflächenveredelung durch eine relativ kostengünstigere Technik; sie wurde in der historischen Architektur – nach Vorläufern seit dem 17. Jahrhundert – vor allem bei Fassaden des Historismus und der Gründerzeit angewendet.

## Herstellung und Gestaltung
Quaderputz entsteht durch das Formen oder Einschneiden in den Putz vor dessen völliger Erhärtung mittels spezieller Fugeisen. Die Gestaltungsmöglichkeiten sind vielfältig und reichen von der einfachen horizontalen Nut über Putzbänder und die Herstellung von Putzquadern bis hin zur Nachbildung aufwändiger Rustikastrukturen (Bossenwerk) in Putz und Stuck.
Im Illustrirten Bau-Lexikon von 1884 wird Quaderputz auch als „Quadrierung“ bezeichnet und dessen handwerkliche Herstellung so beschrieben: „Das (…) Quadriren geschieht am einfachsten, indem man auf den noch nicht trockenen Putz mit einem Eisen Einschnitte macht, alle Schäden, die dabei etwa entstehen, mit gutem Mörtel ausbessert, und das Ganze mit einem Schablonenbret [sic] glättet. Die Quaderfugentiefe muss im gutem Verhältnis zur Größe der Quadersteine stehen, die Anordnung ganz nach den Konstruktionsregeln des Mauerverbandes geschehen.“ Der ganze Vorgang, den Putz in Quader einzuteilen, wurde auch als „Abquadern“ bezeichnet.
Erwin Marx beschreibt 1891 die Herstellung im Handbuch der Architektur: „Die wagrechten [sic] Fugen werden zuerst auf der Putzfläche eingetheilt und vorgezeichnet, dann erst die lothrechten. Man reißt sie mit einem Grabstichel oder Fugeisen in den noch nicht ganz erhärteten Putz ein, indem man diese Werkzeuge an einem Richtscheite hinführt. Erhalten die Fugen ein Profil, so setzt man das entsprechend geformte Eisen in eine Art Hobel ein und führt dasselbe an einer mit Putzhaken befestigten, geradlinig gehobelten Latte hin.“
Zur gestalterischen Herausarbeitung der Strukturen sind entscheidend die Putznutungen, die in verschiedenen Profilen gezogen werden, beispielsweise V-förmig, trapezförmig oder rund. Die handwerkliche Kunst der Putzquaderung kann bis zur detaillierten Nachahmung eines Randschlags und spezieller steinmetzmäßiger Oberflächenbearbeitungen (wie dem gekrönelten Haupt eines Quaders) reichen.

Beispiele
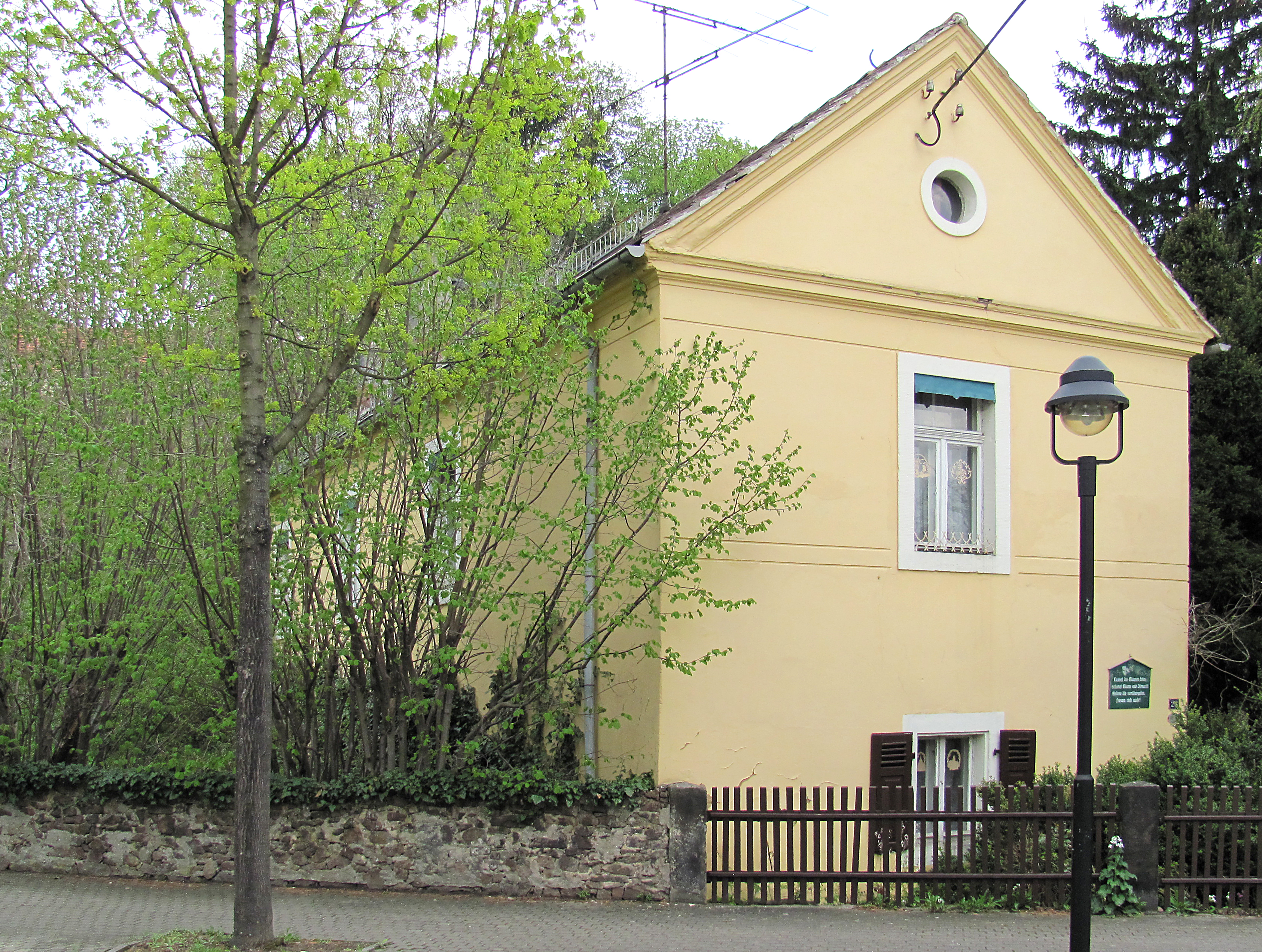
Schlichte Putznuten zur Nachbildung von Gesimsbändern, 1891 (Holzhof, Hoflößnitz)
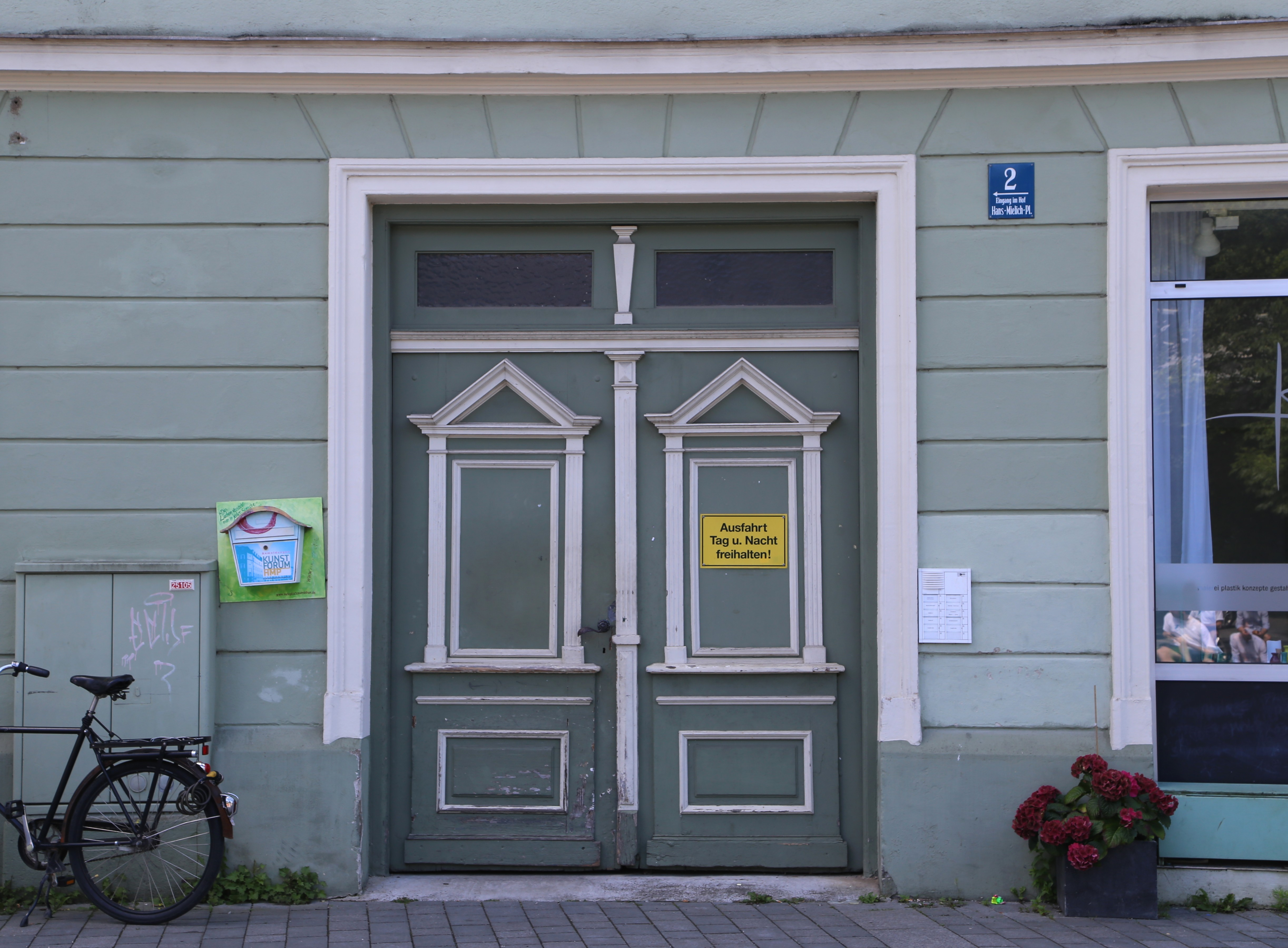
Einfache Putzbänderung mit Nachbildung eines scheitrechten Bogens, um 1890/1900 (Hans-Mielich-Platz 2, München)
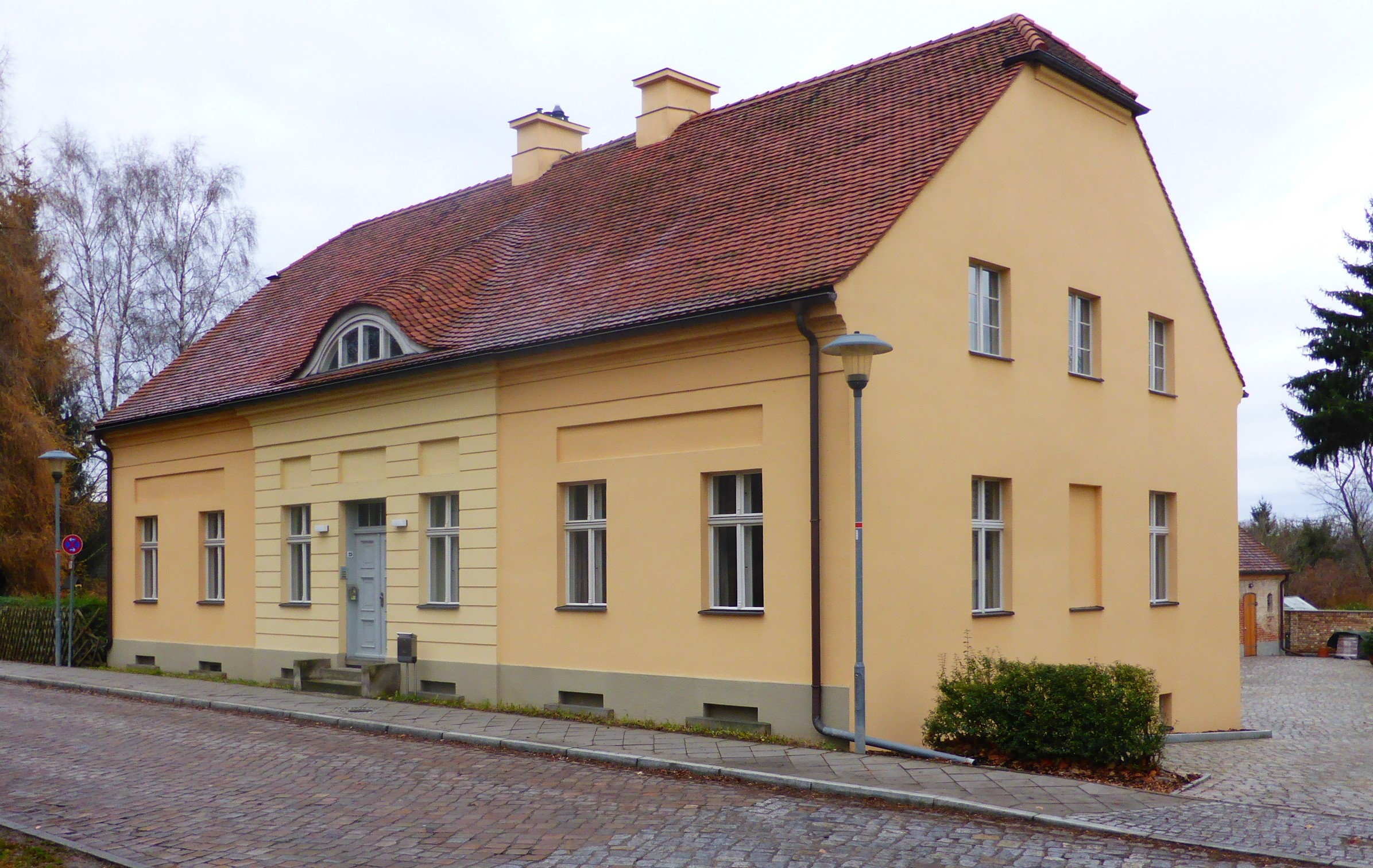
Putzbänderung auf dem Mittelrisalit, um 1800, rekonstruiert (ehem. Gasthof, Parkring 23, Paretz)
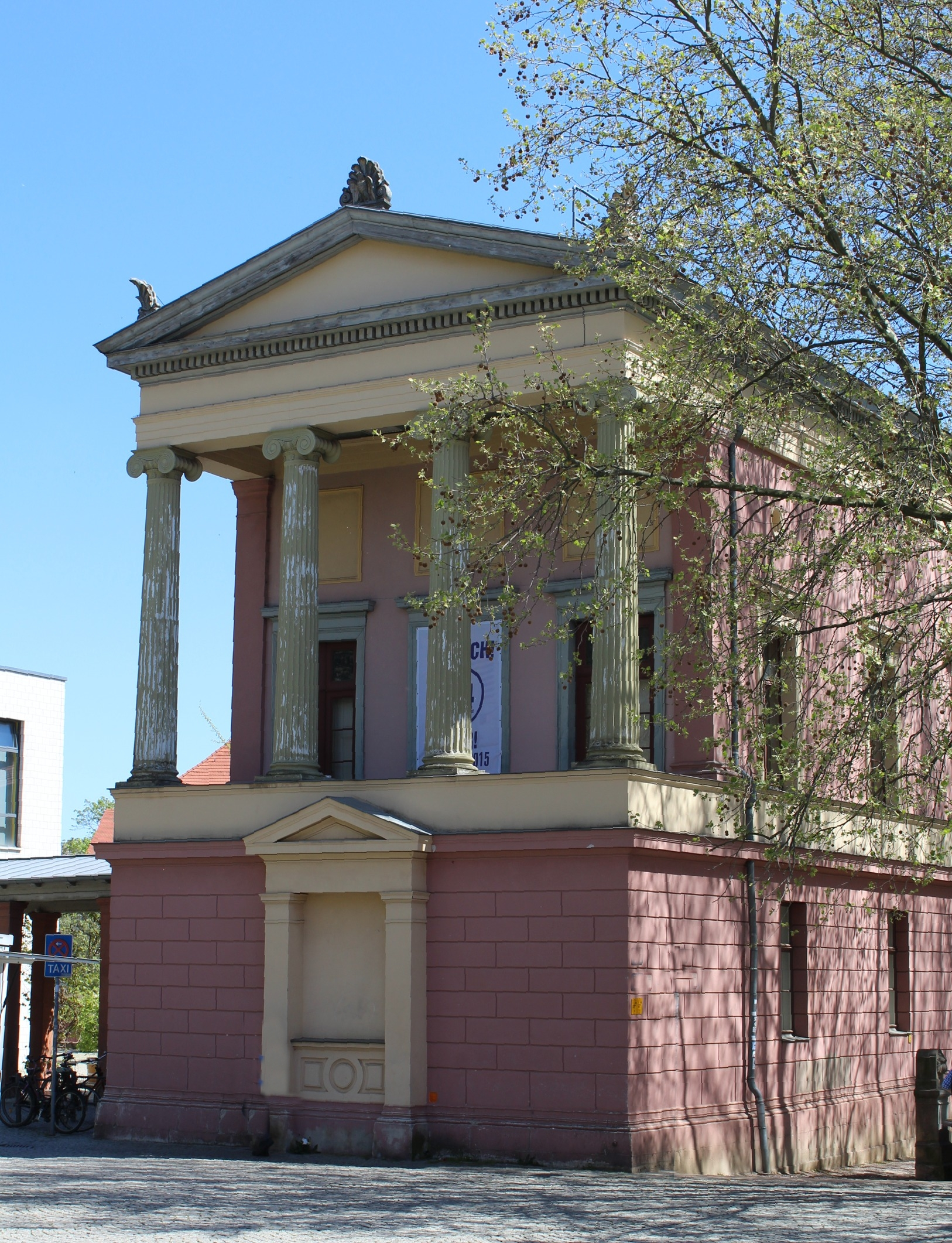
Sockelgeschoss mit Putzquaderung, 1859–1860 (Weimar, Goetheplatz 12, Lesemuseum)
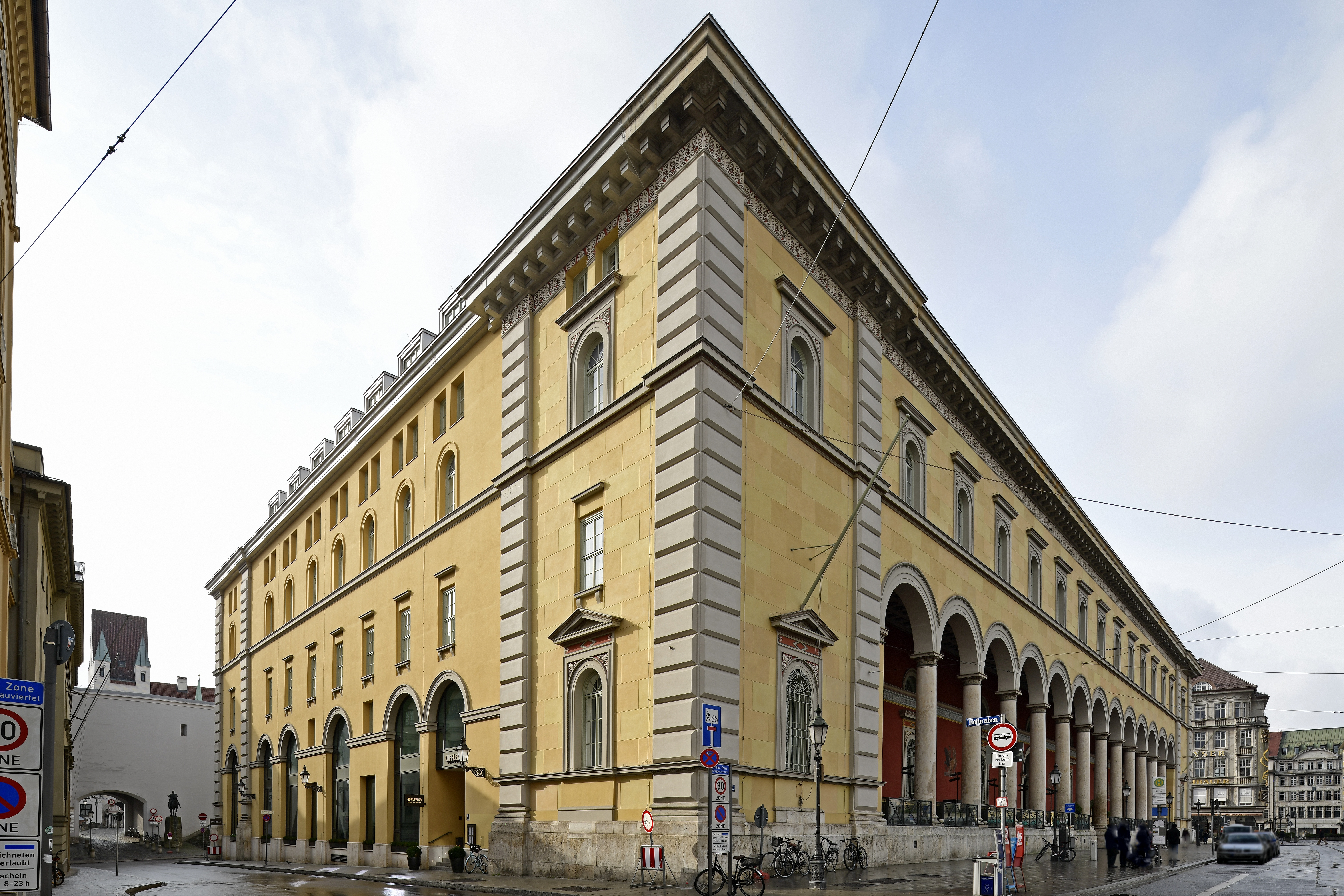
Flache Putzquaderung in den Wandflächen und rustizierte Putz-Eckquaderungen an den Risalit-Kanten, 1835–1838 (Palais Toerring-Jettenbach, Maximilianstraße 2, München)
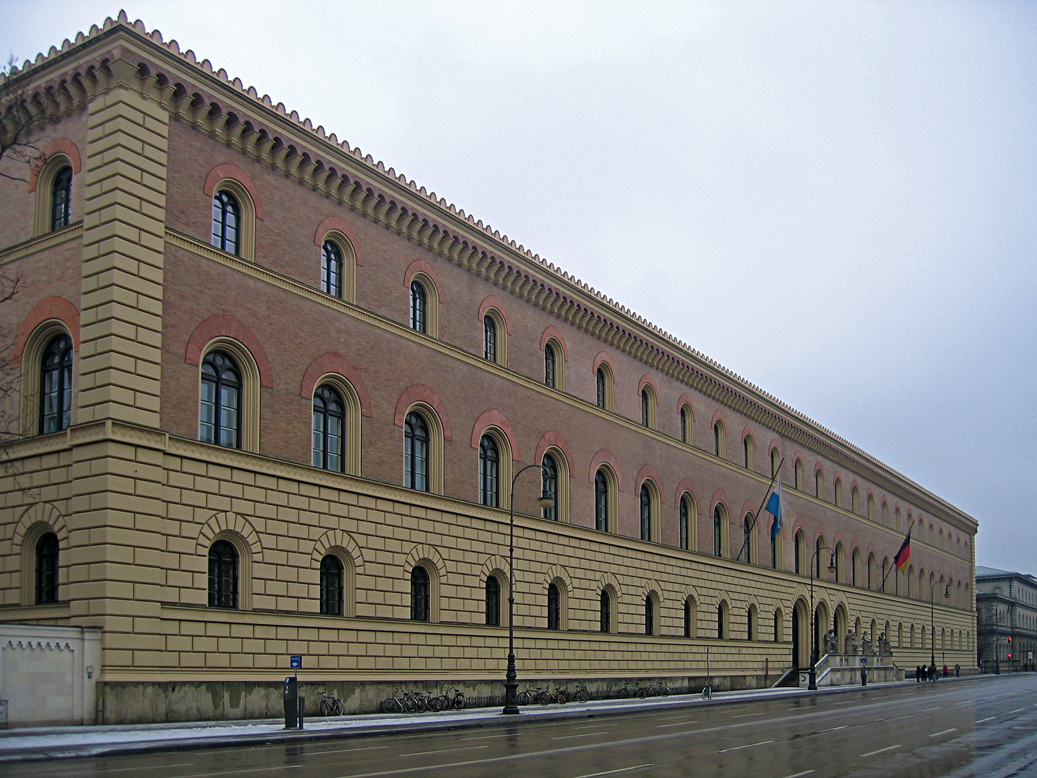
Putzquaderungen mit profilierten Putznutungen an Sockelgeschoss und Ecklisenen, 1832–1843 (Bayerische Staatsbibliothek, Ludwigstraße 16, München)
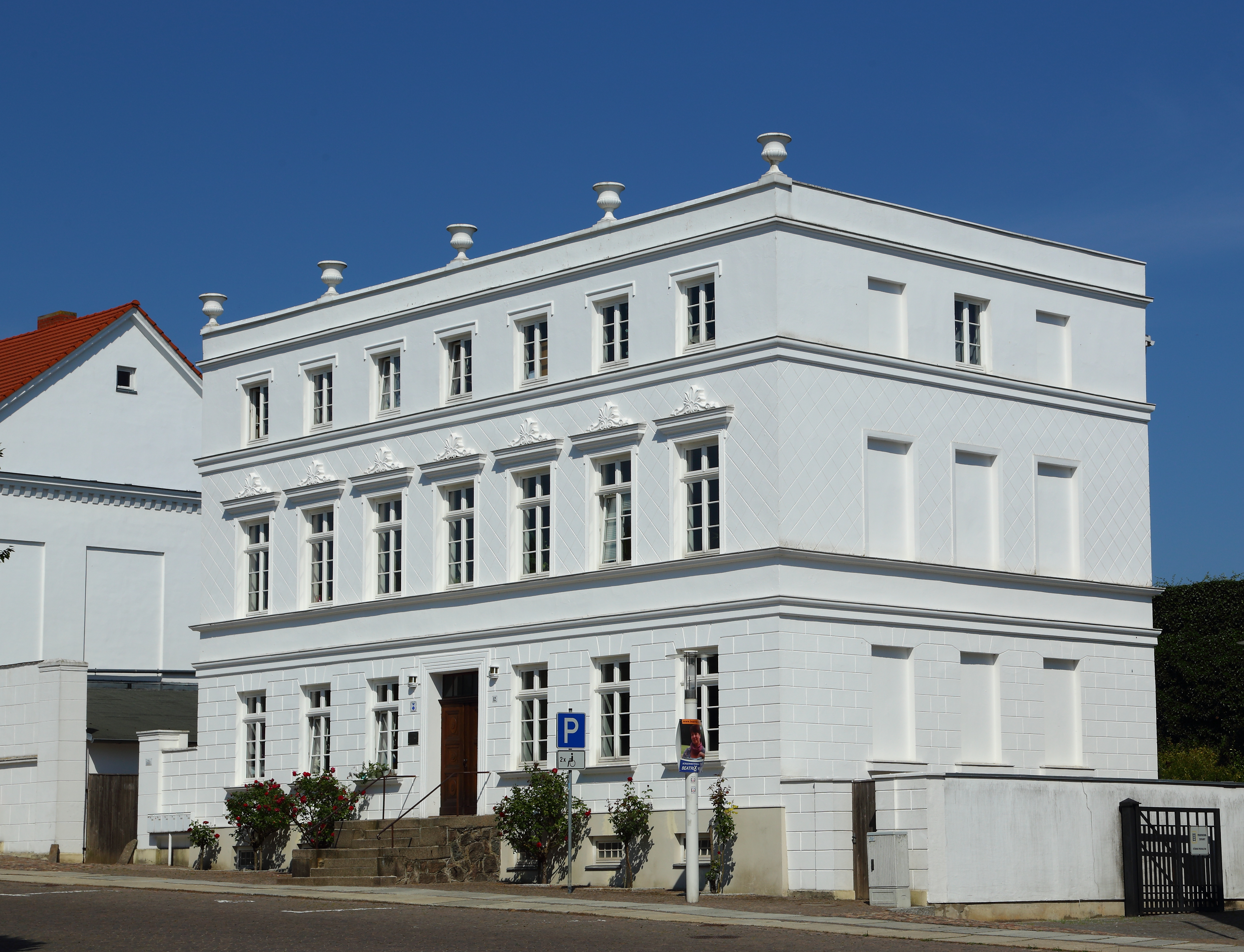
Verschiedene Putzquaderungen, um 1820 (Fürstenapotheke, Markt 12, Putbus)
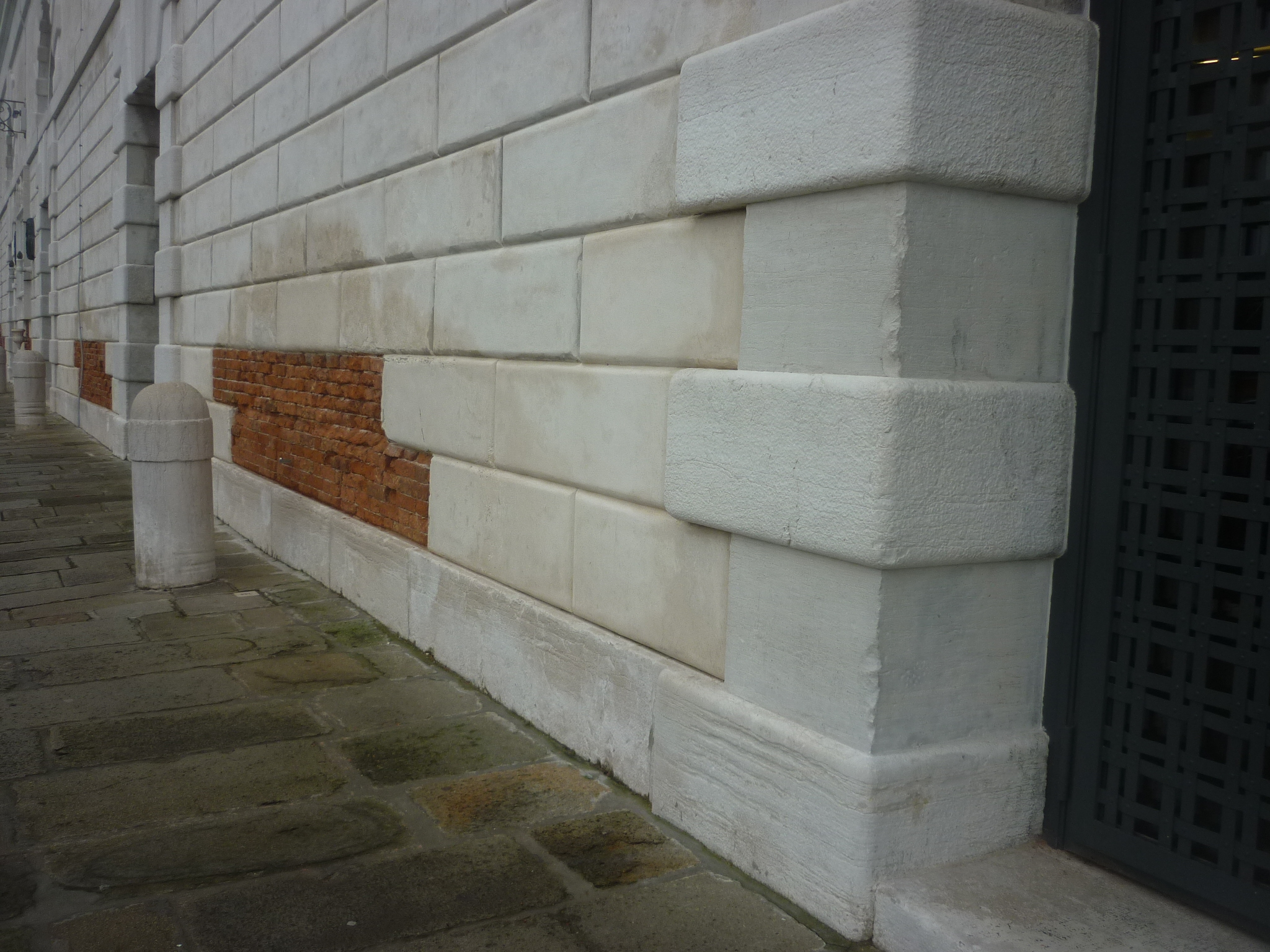
Schadhafte Putzquaderung über Ziegelmauerwerk; im Sockel und vorne an der Torlaibung originaler Kalkquaderstein, 1678–1682 (Punta della Dogana, Venedig)
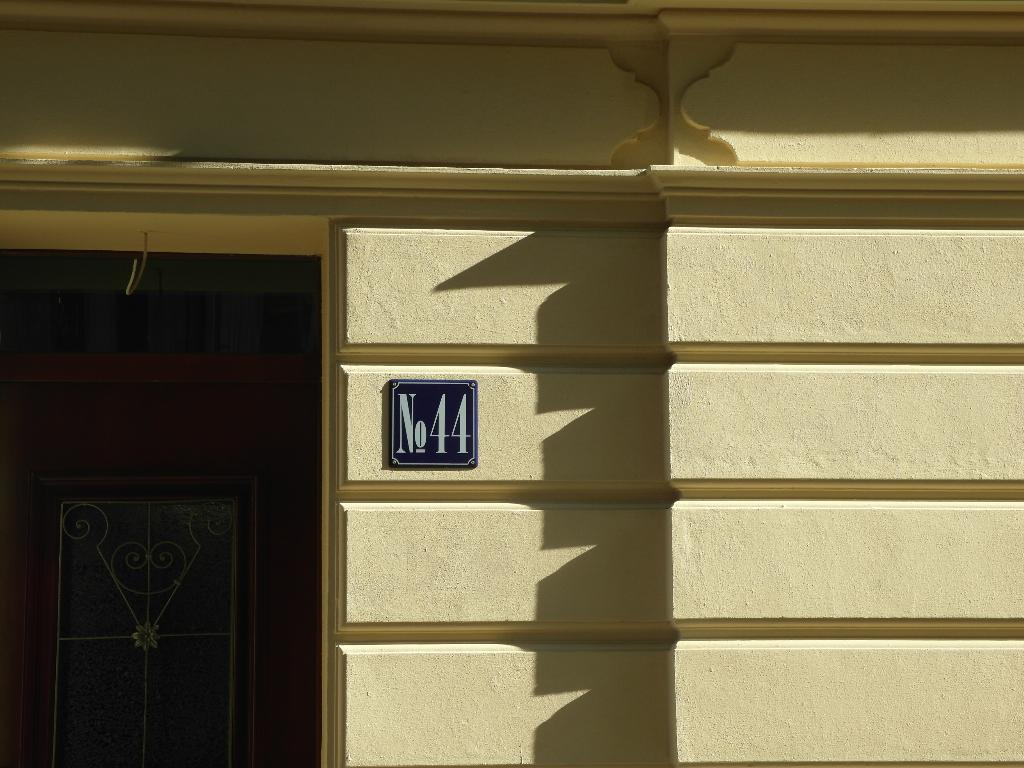
Quaderputz mit profilierten Putznutungen, 1900 (Köln-Kalk, Niessenstraße 44)
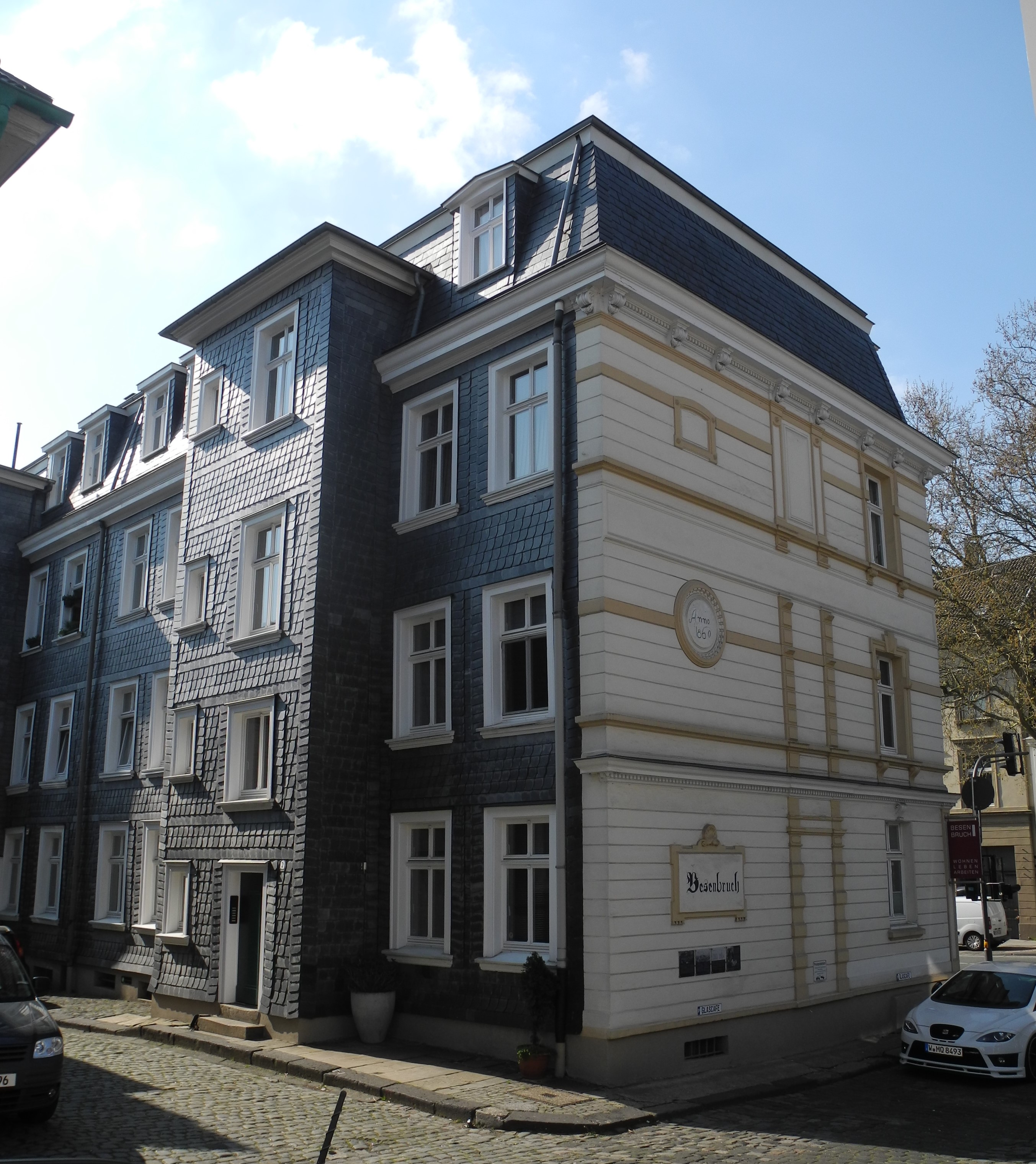
Putzbänderungen an einer Giebelfassade, Ende 19. Jahrhundert (Besenbruchstraße 2, Wuppertal)
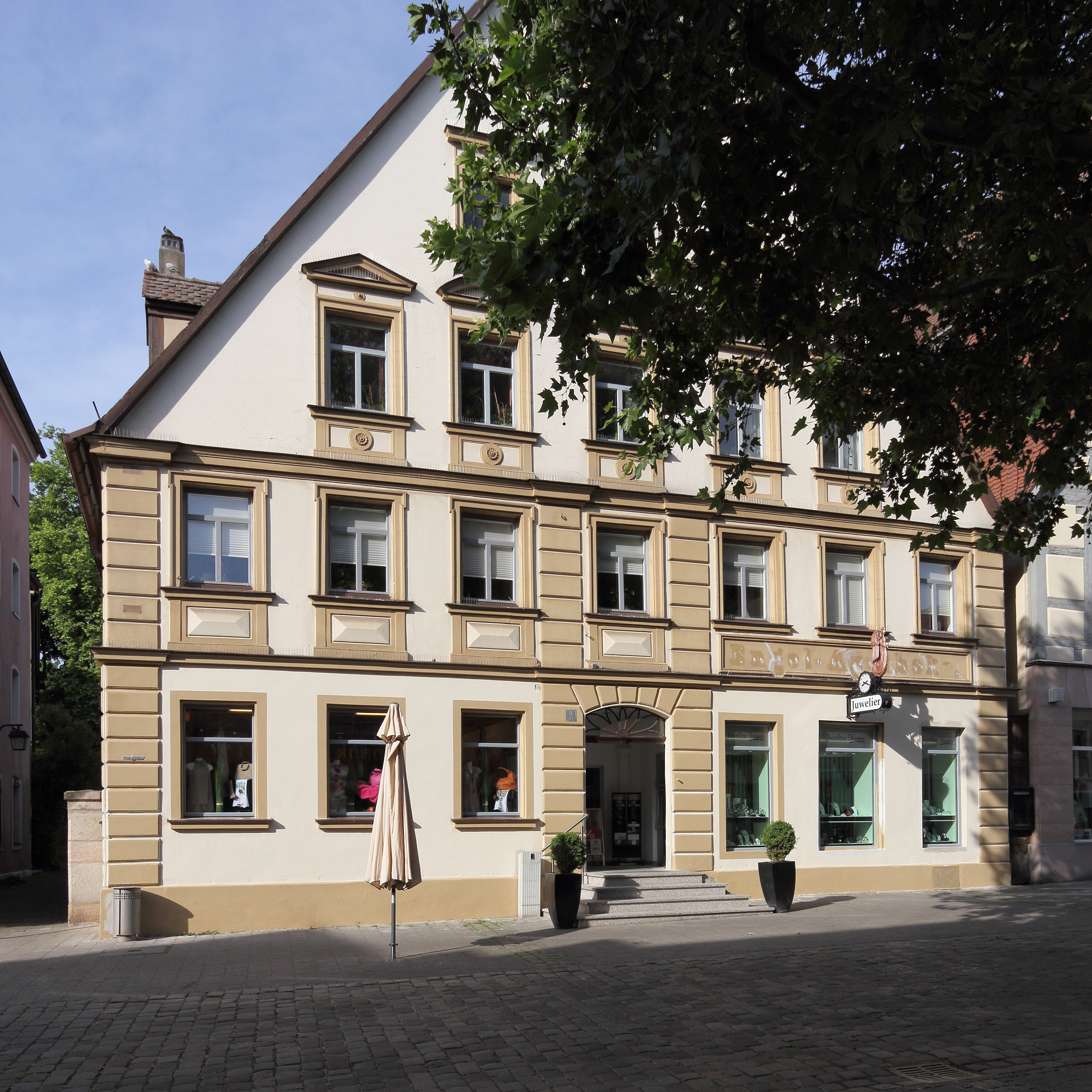
Putzquaderung zur Bildung von Lisenen, Putzfassade des 19. Jahrhunderts auf älteren Gebäude (Königstraße 3, Schwabach)
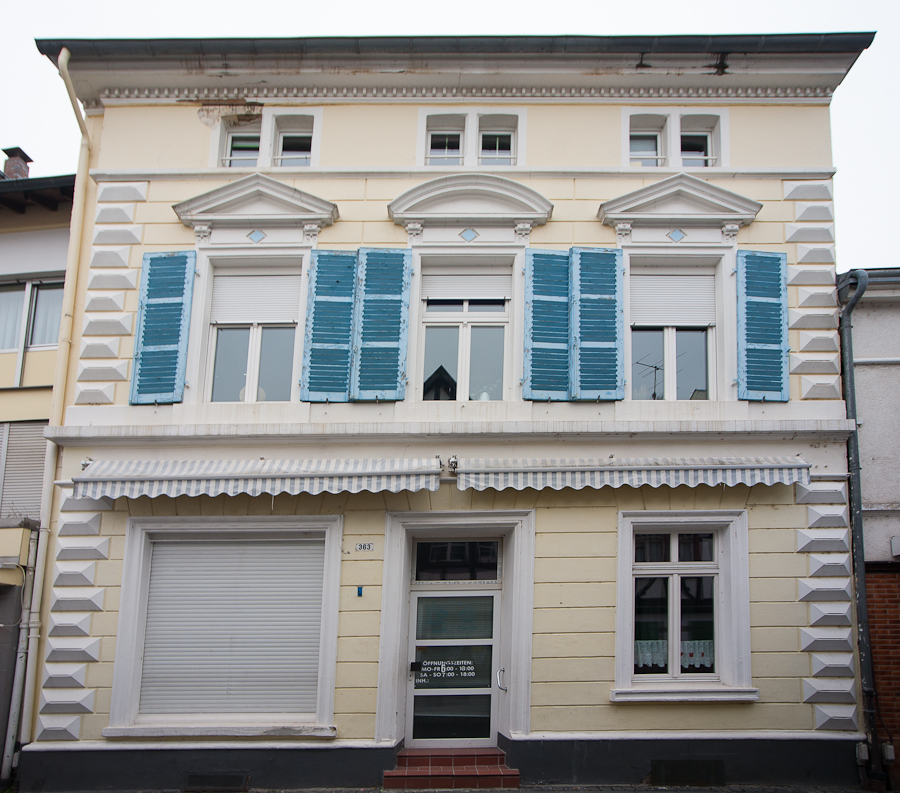
Fassade mit Putznutungen und stuckierter Eckquaderung mit Diamantierung, um 1900 (Hauptstraße 363, Königswinter)
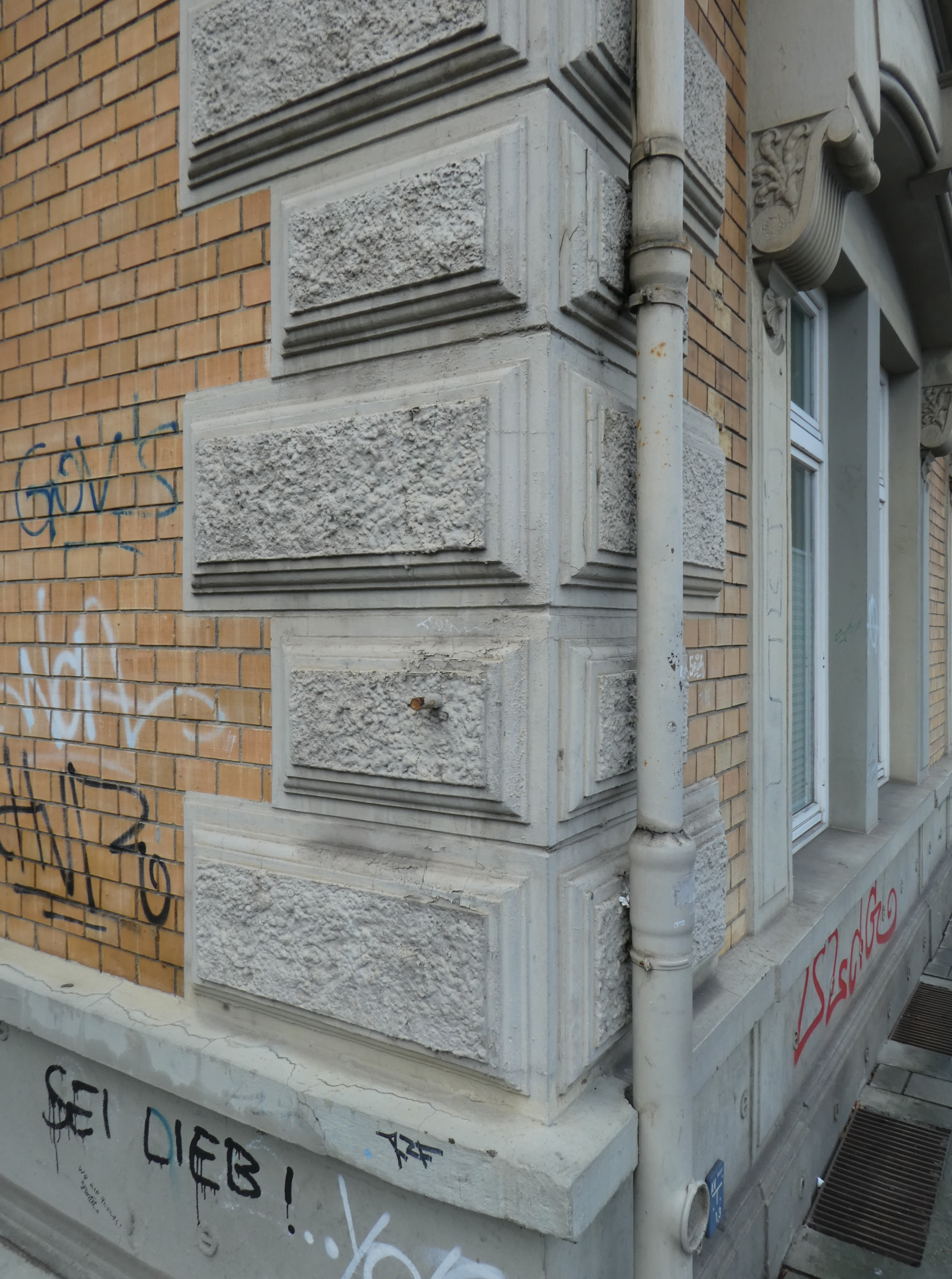
Rustizierte Putzquader an einer Gebäudeecke, 1894 (Hildesheim, Bahnhofsallee 4)
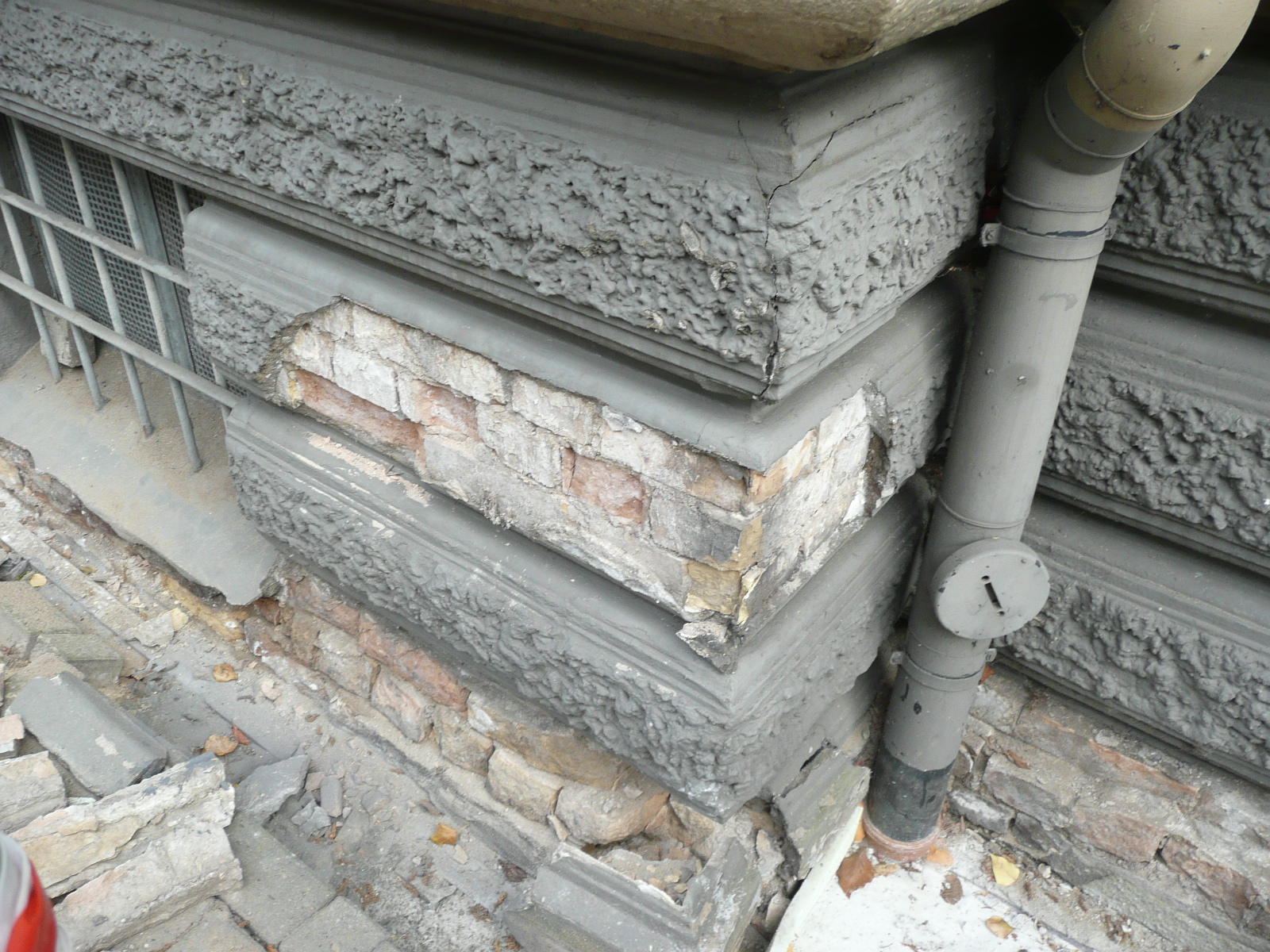
Schadhafte Sockel-Putzquaderung mit Rustizierung über einem Ziegelkern, 1895 (Celle, Südwall 24)

## Rezeption
Baufachbücher des ausgehenden 19. Jahrhunderts kritisierten den Quaderputz vor dem architekturtheoretischen Hintergrund der Materialgerechtigkeit:
- „(…) gefugter Putz ist als architektonische Lüge schlechterdings zu verwerfen.“ (Oskar Mothes, 1884)[1]
- „Solange diese Verzierungsweise sich inerhalb der Grenzen hält, welche Material und Stilgesetze ziehen, ist sie als eine berechtigte zu betrachten und wohl geeignet, große Wandflächen zu beleben und Mängel in der Färbung derselben zu verdecken. Sie wird aber unzulässig und verwerflich, wenn sie Nachahmung der Wirkungen von derbem Quaderwerk bezweckt, also das Gebiet der Flächerverzierung verlässt (…).“ (Erwin Marx, 1891)[5]

Nach Anläufen seit den 1920er Jahren lag der Höhepunkt der geschmacklichen Verurteilung von historistischen Stuck- und Quaderputz-Fassaden in den 1950er und 1960er Jahren, als ganze Straßenzüge der sogenannten Entstuckung anheimfielen.